# Boeing 247
Die Boeing 247 war ein mittleres US-amerikanisches Verkehrsflugzeug der 1930er-Jahre des Flugzeugherstellers Boeing. Das ab Mitte 1932 gebaute zweimotorige Flugzeug gilt als eines der ersten modernen Flugzeuge seiner Art und bot neben drei Besatzungsmitgliedern Platz für zehn Passagiere.

## Geschichte
Der Erstflug der Maschine erfolgte am 8. Februar und die Zulassung am 16. März 1933, wobei es keinen Prototyp im eigentlichen Sinne gab. Nur zwei Monate später wurde die erste Maschine an United Air Lines ausgeliefert. Am 10. Oktober 1933 explodierte eine Maschine (Luftfahrzeugkennzeichen NC13304) auf dem United-Air-Lines-Flug 23 durch eine Nitroglycerin-Bombe im Gepäckraum in der Luft. Dieser Flugzeugabsturz ging damit als erster Bombenanschlag der zivilen Luftfahrtgeschichte in die Statistik ein, dessen Hintergrund nie geklärt wurde.
Obwohl die B-247 für ihre Ära ein außerordentlich fortschrittliches Flugzeug war, blieb ihr der wirtschaftliche Erfolg versagt. Grund dafür war ein Vertrag, der dem Erstkunden United Air Lines für einen längeren Zeitraum das Monopol auf diesen Flugzeugtyp garantierte. Das anfangs lukrativ erscheinende Geschäft erwies sich jedoch als Eigentor für Boeing, nachdem potentielle Kunden ab 1934 die mittlerweile weit modernere und konstruktiv überlegene Douglas DC-2 und später die DC-3 bestellten.
Insgesamt wurden nur 75 Exemplare der B-247 gebaut, von denen 70 bei United Air Lines eingesetzt wurden.
Darunter waren 61 Maschinen der ersten Baureihe. Das erste Exemplar verblieb bei Boeing und wurde nach Aufkommen der Konkurrenz in Form der DC-2 zur B-247E (dem Prototyp der folgenden B-247D) modifiziert. Ein Einzelstück blieb auch die B-247A, ein Geschäftsreiseflugzeug mit luxuriöser Kabine für sechs Passagiere, welche auch der Erprobung der Twin-Wasp-Triebwerke diente und 1947 verschrottet wurde. Die B-247D erhielt aufgeladene und verkleidete Motoren vom Typ P & W Wasp S1H1-G, Verstellpropeller und anstelle der Cockpitverglasung mit nach vorn geneigten Fenstern eine aerodynamisch optimierte. Die Zulassung erfolgte am 11. Oktober 1934. Trotz dieser Verbesserungen wurden nur 13 Stück zu einem Listenpreis von 69.000 Dollar gebaut, wobei United 33 Stück seiner Maschinen auf den D-Standard umrüsten ließ.
Die Deutsche Lufthansa kaufte 1934 zwei Maschinen (Kennzeichen: D-AGAR und D-AKIN). Ab August 1934 wurde die D-AKIN von der Erprobungsstelle Rechlin als Erprobungsträger für Kurssteuerungen eingesetzt. Am 24. Mai 1935 wurde die D-AGAR in Nürnberg am Boden durch ein Flugzeug der Air France beschädigt und verschrottet, die D-AKIN stürzte am 13. August 1937 beim Start in Hannover-Vahrenwald auf dem Rückflug nach Rechlin ab.
Gegen Ende der 1930er-Jahre waren die Maschinen bereits veraltet. 27 Stück wurden im Zweiten Weltkrieg für zwei Jahre als C-73-Transporter beschlagnahmt und dienten anschließend teilweise bis in die 1960er-Jahre als Frachtflugzeuge und mit der Bezeichnung B-247Y als militärisches Testflugzeug.

## Konstruktion
Die B-247 war außer mit einem Autopiloten auch mit einer Enteisungsanlage, einem Einziehfahrwerk, Verstellpropellern (bei der B-247D) sowie mit verkleideten und an der Tragflügelvorderkante angebrachten Motoren ausgerüstet. Der Rumpf entstand aus vier Segmenten aus Duraluminium, die mit Bolzen zusammengefügt und mit Aluminiumblechen verkleidet wurden. Die ebenfalls aus Duraluminium bestehenden Tragflächen waren eine moderne Konstruktion aus Holmen und Rippen, deren Mittelstück integral mit dem Rumpf verbunden war und die Motorbefestigung für die Motoren vom Typ Pratt & Whitney Wasp S1D1 (P & W R-1340) trug. Die äußeren Flügelsegmente enthielten jeweils einen Kraftstofftank. Im Bug gab es ein Gepäckfach, das durch eine abklappbare Nasenspitze erreichbar war.

## Erhaltene Flugzeuge

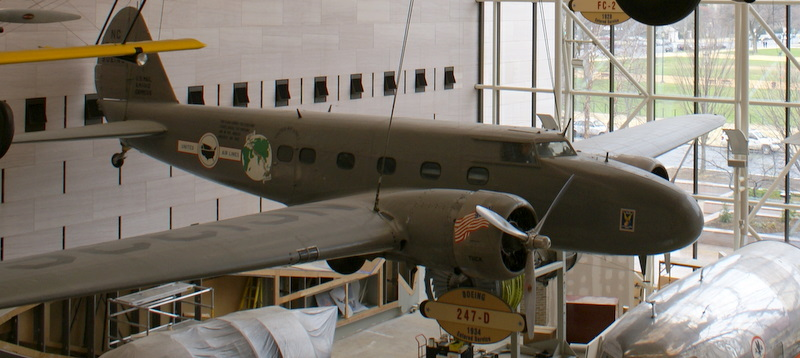
Boeing 247D im National Air and Space Museum

Heute existieren noch vier B-247 in Museen in den USA, in Kanada und in Großbritannien.
c/n 1699, CF-JRQ
Ausgestellt im Canada Aviation and Space Museum in Ottawa. Das Flugzeug wurde 1967 von California Standard Oil gestiftet.
c/n 1722, N18E
National Museum of Science and Industry in Wroughton, Vereinigtes Königreich.
c/n 1729, N13347
Flugfähig, ausgestellt im Museum of Flight Restoration Center, Paine Field, Snohomish County, Washington, USA.
c/n 1953, NC13369 / NR257Y
Ausgestellt im National Air and Space Museum, Washington, D.C., USA, mit Farbgebung der United Air Lines und Zulassung NC13369 rechts und als NR257Y mit Markierungen des MacRobertson-Luftrennens links.

## Technische Daten

Dreiseitenansicht

| Kenngröße             | Daten der 247D                                                                |
| --------------------- | ----------------------------------------------------------------------------- |
| Besatzung             | 3                                                                             |
| Passagiere            | 10                                                                            |
| Länge                 | 16,30 m                                                                       |
| Spannweite            | 22,66 m                                                                       |
| Höhe                  | 3,70 m                                                                        |
| Flügelfläche          | 77,6 m²                                                                       |
| Flügelstreckung       | 6,6                                                                           |
| Zuladung              | 1850 kg                                                                       |
| Leermasse             | 4100 kg                                                                       |
| max. Startmasse       | 5950 kg                                                                       |
| Reisegeschwindigkeit  | 304 km/h                                                                      |
| Höchstgeschwindigkeit | 324 km/h                                                                      |
| Landegeschwindigkeit  | 98 km/h                                                                       |
| Steigleistung         | 4,6 m/s                                                                       |
| max. Gipfelhöhe       | 7000 m                                                                        |
| Dienstgipfelhöhe      | 3000 m                                                                        |
| Reichweite            | ca. 1200 km                                                                   |
| Triebwerke            | zwei Sternmotoren Pratt & Whitney Wasp S1H1-G (KTW SL) mit je 410 kW (557 PS) |

## Zwischenfälle
In der Nutzungszeit dieses Flugzeugmodells gab es insgesamt 46 Unfälle mit insgesamt 116 Toten.